# Linz-Land (distrito)
| Distrito de Linz-Land                                          |                                           |
| Estado                                                         | Alta Áustria                              |
| Capital                                                        | Linz                                      |
| Área                                                           | 460,25 km²                                |
| População                                                      | 138 116 habitantes (1 de janeiro de 2010) |
| Densidade                                                      | 300 hab./km²                              |
| Website                                                        | Site oficial                              |
| Localização de Distrito de Linz-Land no estado de Alta Áustria |                                           |
|                                                                |                                           |

Linz-Land é um distrito da Áustria localizado no estado da Caríntia.

## Cidades e municípios
Linz-Land possui 22 municípios, sendo quatro com estatuto de cidade (Stadtgemeinde) e sete com estatuto de mercado (Marktgemeinde):
| Cidades: - Ansfelden - Leonding - Enns - Traun Mercados: - Asten - Hörsching - Kronstorf - Neuhofen an der Krems - Pucking - St. Florian - Wilhering | Municípios: - Allhaming - Eggendorf im Traunkreis - Hargelsberg - Hofkirchen im Traunkreis - Kematen an der Krems - Kirchberg-Thening - Niederneukirchen - Oftering - Pasching - Piberbach - St. Marien |

|  |